# Undenäs kyrka
Undenäs kyrka är en kyrkobyggnad i Undenäs församling i Skara stift. Den ligger i Undenäs i Karlsborgs kommun.

## Kyrkobyggnaden
Församlingskyrkan av tegel uppfördes 1892–1894 efter ritningar av arkitekten Magnus Steendorff och invigdes den 22 april 1894. Den är i tyskinspirerad nygotisk stil med "karaktäristiskt livlig artikulering med blinderingar och strävpelare" (Riksantikvarieämbetets inventering) och är Skara stifts största landsortskyrka. På grund av sitt imponerande utseende har den i folkmun kommit att kallas Tivedens katedral eller Tivedens domkyrka. När kyrkan byggdes rymde den 1100 sittande. Efter förändringar rymmer den idag cirka 600 sittande.
Interiört genomgick kyrkan stora förändringar 1939.
Den nuvarande kyrkan ersatte en medeltida träkyrka, vilken förstördes i en anlagd brand 1890.
Forsviks kyrka är byggd med den medeltida träkyrkan som förebild.

## Inventarier
Kyrkan rymmer ett mindre museum, som bland annat visar månstenen som hittades i Constantia Eriksdotters grav.

## Kyrkogården
På kyrkogården ligger Erik XIV:s oäkta dotter Constantia Eriksdotter, hennes make Henrik Frankelin samt parets son Carl Frankelin begravda.

## Bilder

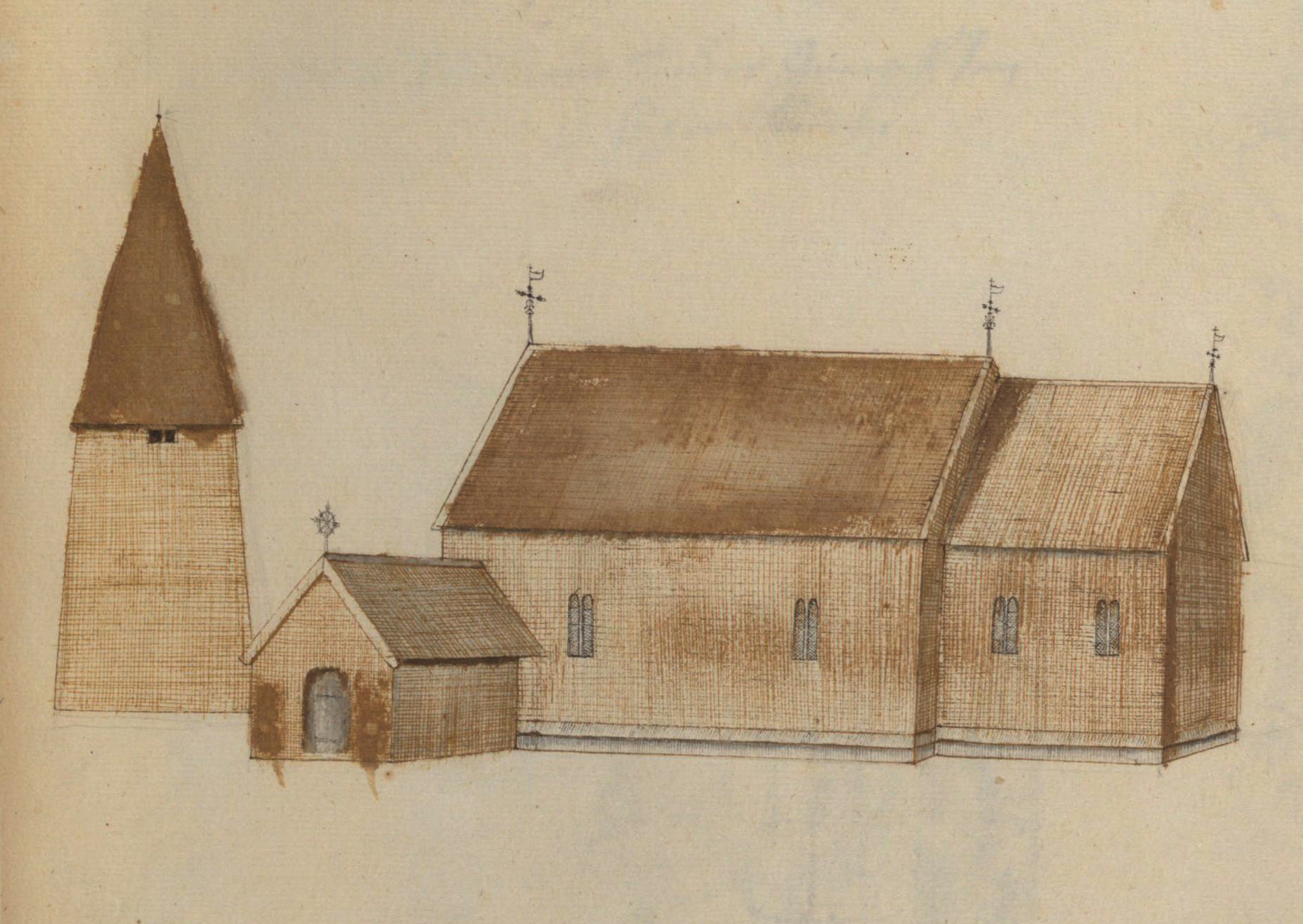
Den tidigare kyrkan på teckning omkring 1670.
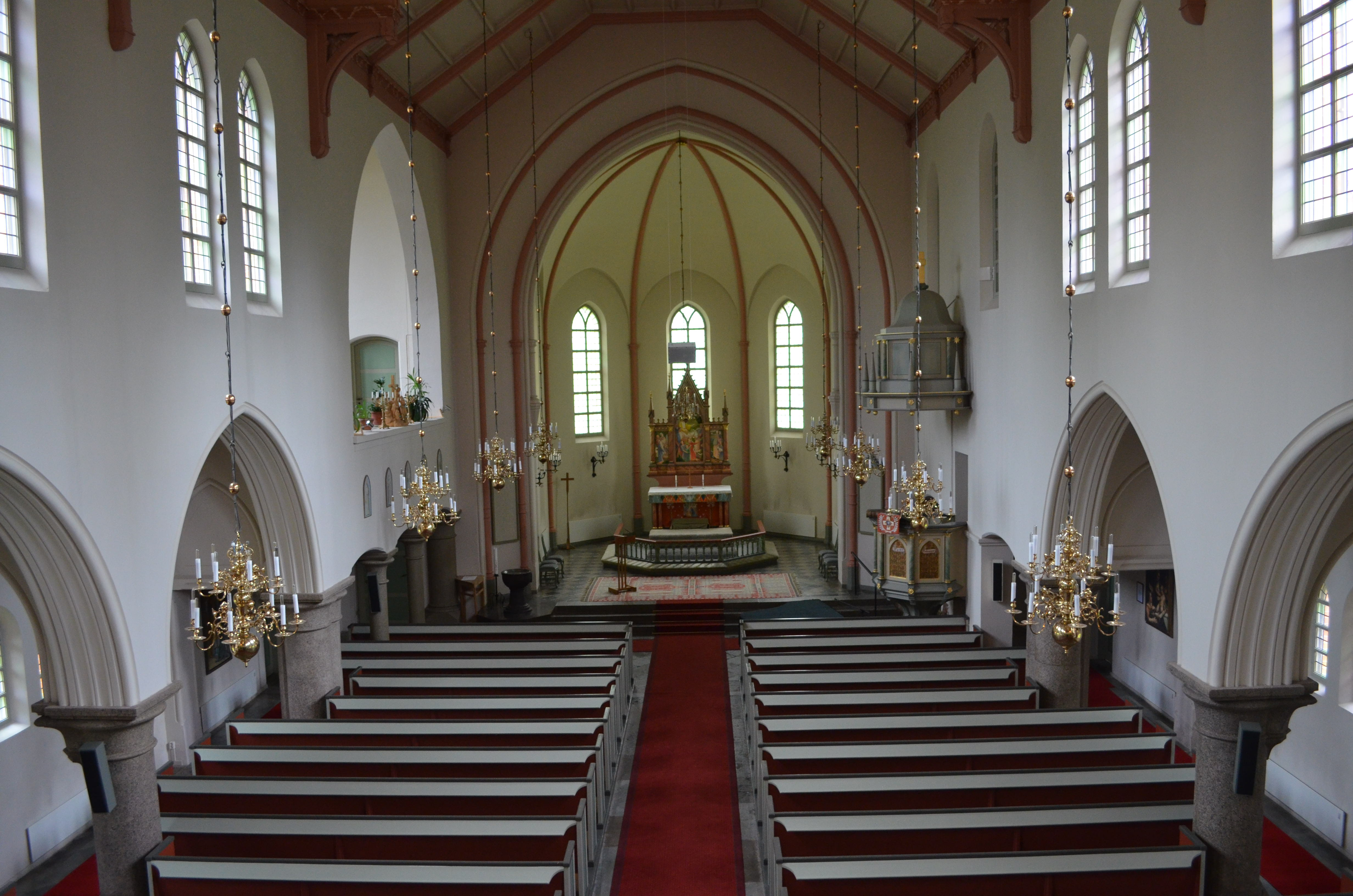
Kyrkorummet
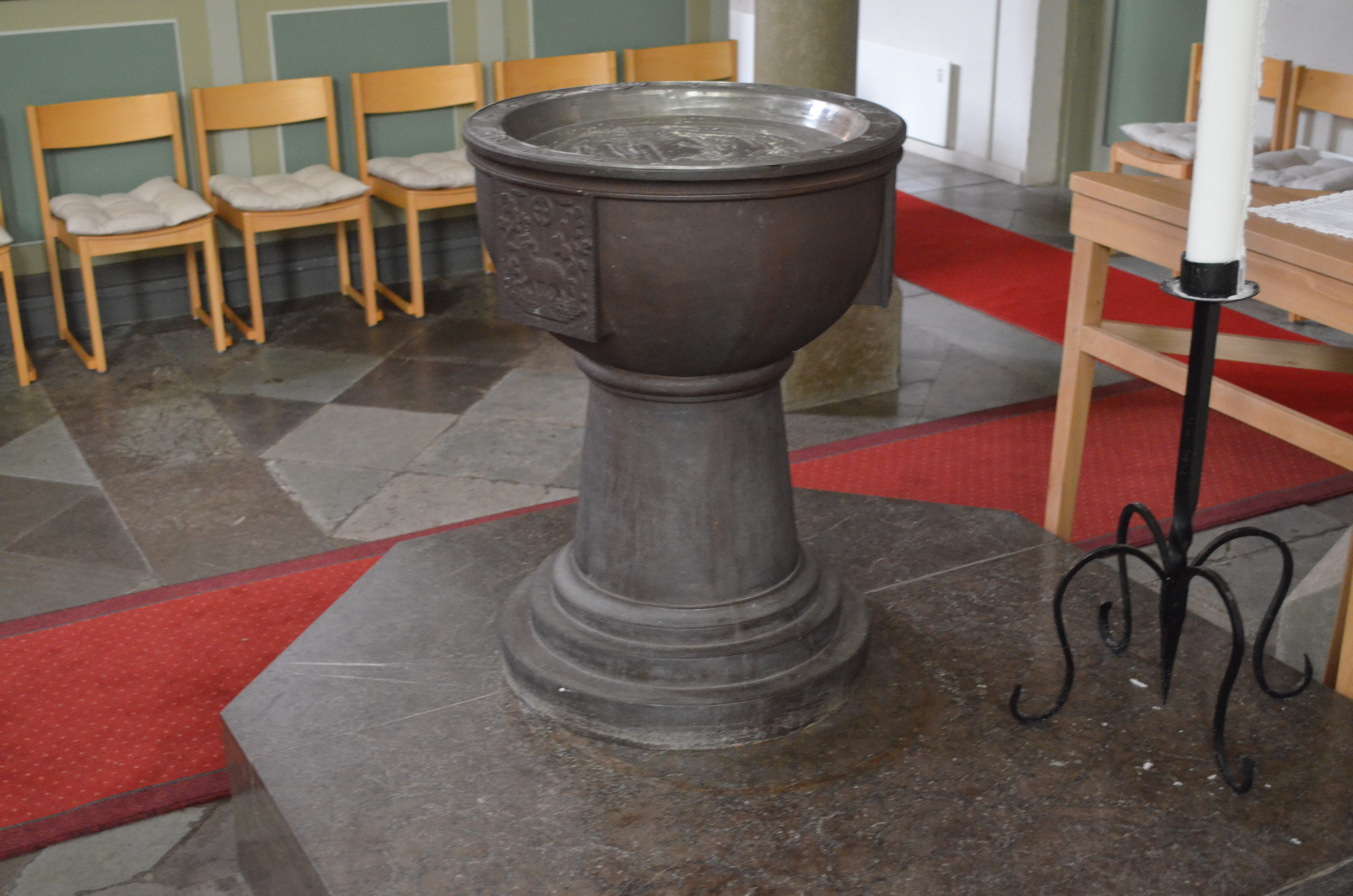
Dopfunten
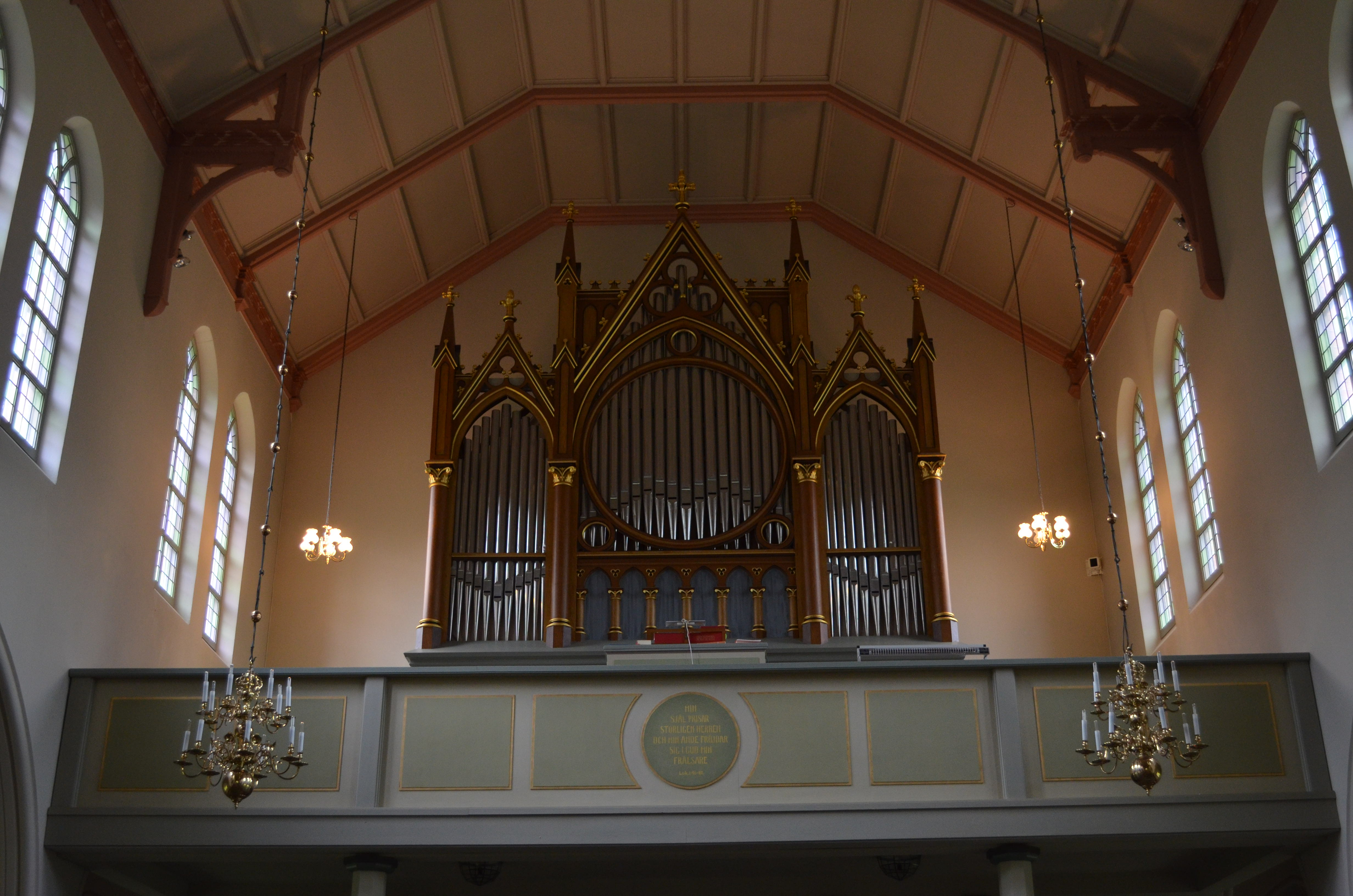
Orgelläktaren
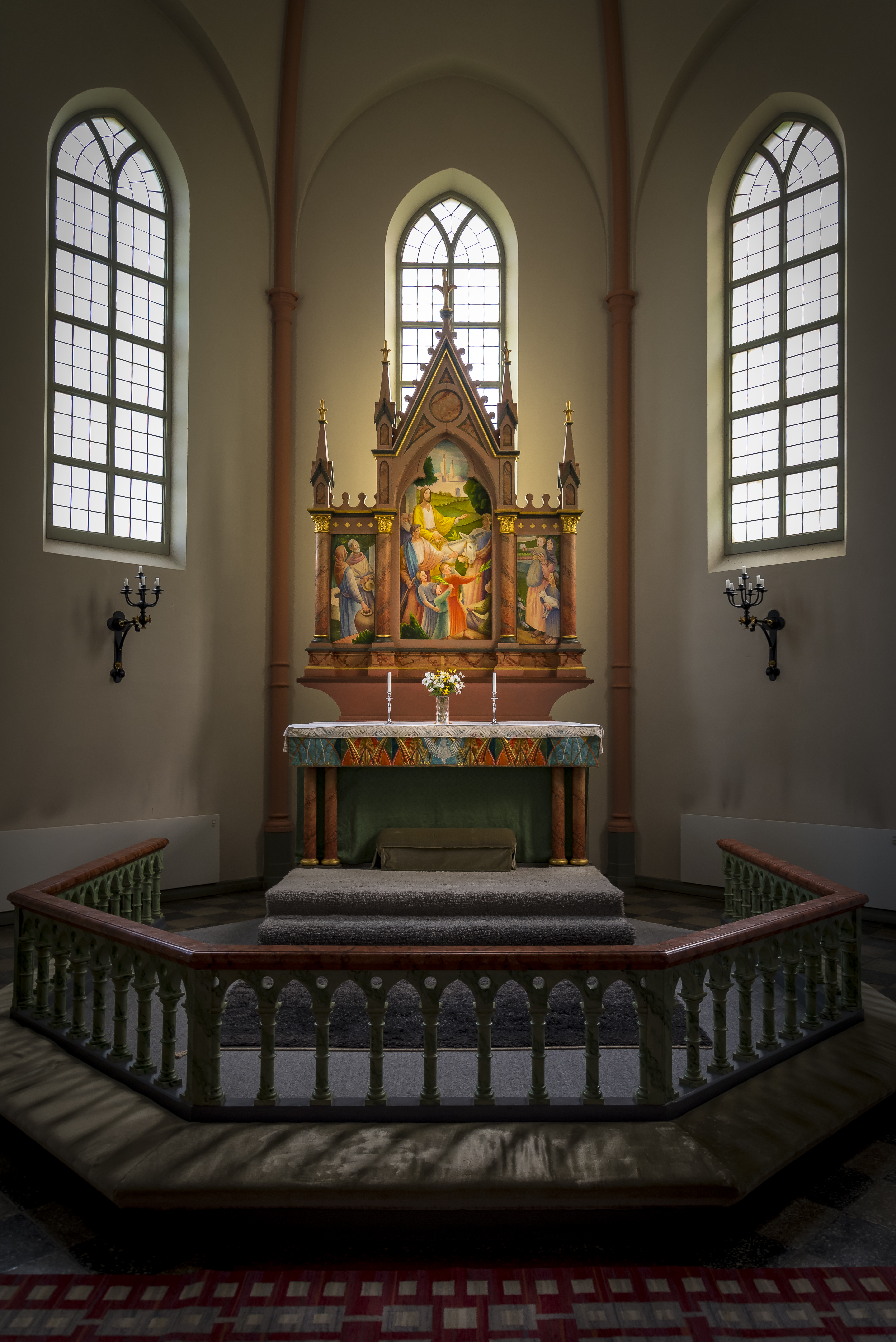
Altare
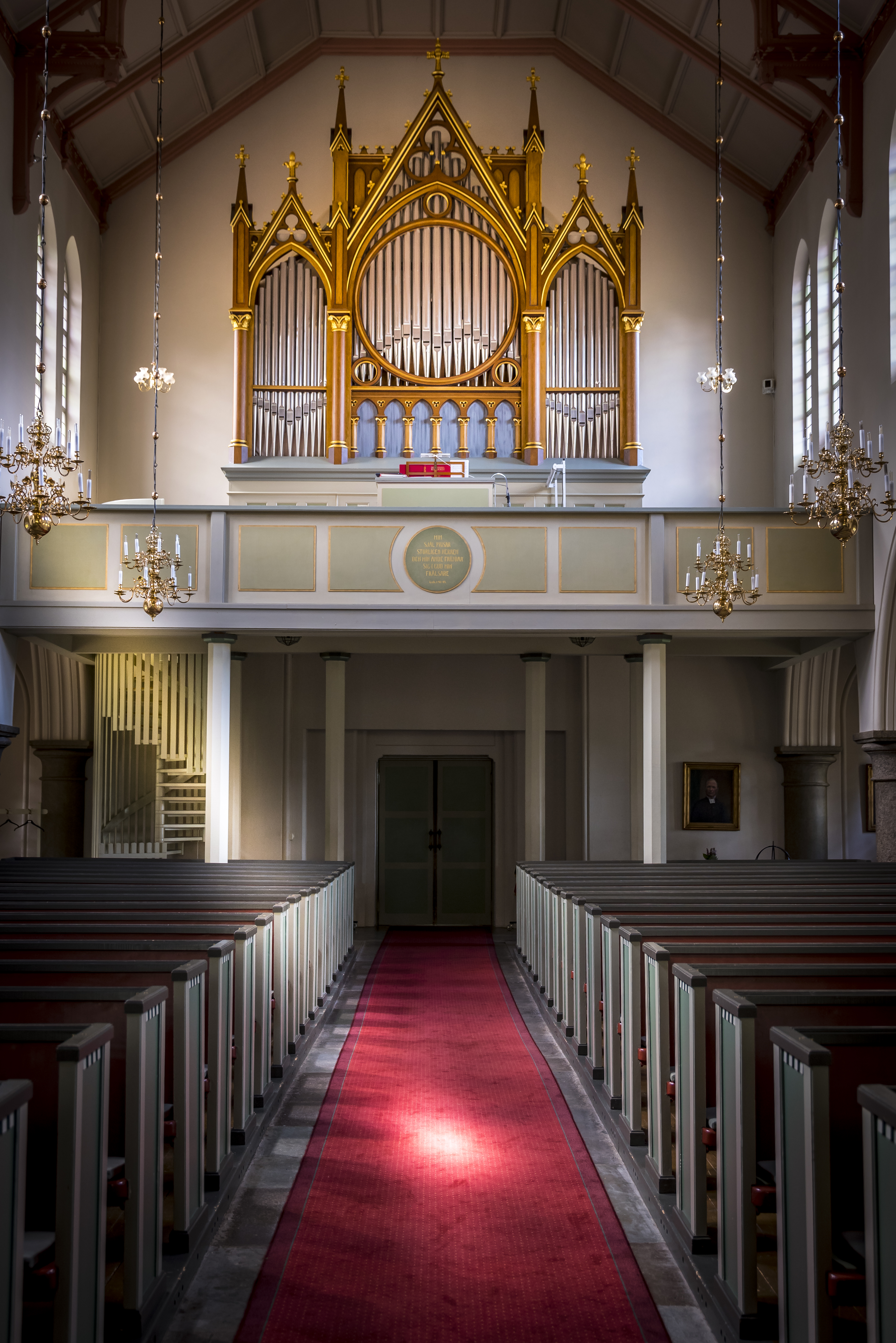
Orgel